# Debbie-Ann Parris
Debbie-Ann Parris (verheiratete Parris-Thymes; * 24. März 1973 in Trelawny Parish) ist eine ehemalige jamaikanische Hürdenläuferin, die sich auf die 400-Meter-Distanz spezialisiert hatte. Sie wurde wegen ihrer Sprintstärke auch in der 4-mal-400-Meter-Staffel eingesetzt.
Parris nahm an den Olympischen Spielen 1996 in Atlanta und 2004 in Athen teil, wobei sie bei den Spielen von Atlanta im 400-Meter-Hürdenlauf in 53,97 s Vierte wurde. 
Bei den drei folgenden Weltmeisterschaften erreichte sie stets den Endlauf und belegte dabei bei den 1997 in Athen Rang fünf, 1999 in Sevilla Platz acht und 2001 in Edmonton erneut Platz fünf.
Ihren größten Erfolg feierte sie mit dem Gewinn der Staffelgoldmedaille bei den Weltmeisterschaften 2001 in Edmonton. Gemeinsam mit Sandie Richards, Catherine Scott und Lorraine Fenton siegte sie in der 4-mal-400-Meter-Staffel in 3:20,65 min vor den Teams aus Deutschland (3:21,97 min) und Russland (3:24,92 min).
Bei den Juniorenweltmeisterschaften 1992 in Annecy gewann sie die Silbermedaille in der 4-mal-400-Meter-Staffel. 2002 gewann sie bei den Commonwealth Games in Manchester Silber über 400 Meter Hürden. Im Jahr darauf wurde sie bei den Panamerikanischen Spielen in Santo Domingo Siebte. 2002 sowie 2004 und 2005 wurde sie auch nationale Meisterin über die Hürdenstrecke.
Debbie-Ann Parris ist 1,62 m groß und wog in ihrer aktiven Zeit 48 kg.

## Persönliche Bestzeiten
- 400 m: 51,42 s, 14. April 2001, Baton Rouge
- 400 m Hürden: 53,88 s, 6. August 2001, Edmonton